# Cuphea persistens
Cuphea persistens är en fackelblomsväxtart som beskrevs av Emil Bernhard Koehne. Cuphea persistens ingår i släktet blossblommor, och familjen fackelblomsväxter. Inga underarter finns listade i Catalogue of Life.